# 長坂秀佳
長坂 秀佳（ながさか しゅうけい（本名：ひでか）、1941年（昭和16年）11月3日 -）は、脚本家、小説家、放送作家。別名義として出雲 五郎（いずも ごろう）がある。

## 来歴・人物
愛知県豊川市出身。子供のころから本好きだったが、実家は裕福でなく本がなかなか買えなかったため、もっぱら貸本屋に入り浸り、店の主人から「ウチにはお前の読む本は残ってないよ」と言われたほどであった。
愛知県立豊橋工業高等学校機械科在学中に観た『野獣死すべし』に衝撃を受け、映画業界を志す。高校卒業後、上京しプラスチック工場で働いた後に東宝撮影所に入社する。美術助手を5年間務めた後、テレビ部企画課へ異動した。これらの経緯は脚本家となる彼の作風に大きく影響することになる。
1966年、「NHKシナリオコンクール」で『ものを言う犬』が佳作に入選し、1968年に同作品がテレビドラマ化されたことをきっかけに脚本を手掛けるようになる。
東宝撮影所を経て、1970年に独立し、フリーの脚本家となる。『帰ってきたウルトラマン』からは特撮作品にも関わり始め初期の主な作品に『刑事くん』『人造人間キカイダー』『快傑ズバット』『小説吉田学校』（映画）など。『特捜最前線』では10年間の放映期間で109本を執筆し、メインライターとして番組を支え続けた。
1989年『浅草エノケン一座の嵐』で第35回江戸川乱歩賞を受賞。以降『都会の森』『ジュニア・愛の関係』といった連続ドラマを執筆するかたわら、ゲームソフト『弟切草』『街 〜運命の交差点〜』『彼岸花』の原作・脚本なども手がけた。また1999年には『透明少女エア』でドラマ初監督にも初挑戦した。
テレビの仕事を控えてゲームシナリオやホラー小説の執筆に活動の重きを置いていた時期もあったが、近年はまたテレビドラマの仕事に軸足を戻しており、80歳の現在でもますます旺盛な作家活動を続けている。

## 作風
筆は非常に早く、他のライターよりも締切りまでにプロデューサーの元にシナリオを届けることが出来たといい、自身でもそれを売りにしている。そんな長坂に対し、鈴木武幸プロデューサー（後に東映専務取締役、現在は退社）は「長坂さんはパンクチュアルな人だ」との賛辞を送ったという。脚本家の曽田博久によると『キカイダー01』のシナリオ打ち合わせの際、長坂がプロデューサーに「俺は1日に30分ものが3本書けるくらいが良いペースだ」と言い放っていたという。『快傑ズバット』を執筆していた当時、脚本家の上原正三が「週8本執筆した」という自慢を耳にし「本数で負けてなるものか。1度抜いてやろう」と1週間で12本執筆したことがある。109本を執筆した『特捜最前線』の執筆スピードの最短記録は「爆破60分前の女」の3日間で、また『ジュニア・愛の関係』はスケジュールの都合上、毎回1本を仕上げるのに3日程度の時間しか費やさなかったとのこと。逆に『特捜』の執筆最長記録は「フォーク連続殺人の謎!」「掌紋300202!」の40日間である。曽田は、上原ともども仕事の早さや多作ぶりに圧倒されたという。
「バクダンの長坂」と言われるほど、『特捜最前線』には爆弾がらみのエピソードをよく登場させていた（第17話、第29話、第30話、第141話、第146話、第147話、第160話、第161話、第317話、第318話、第348話など）。『特捜』では他にもなんちゃっておじさん、テレフォンセックス、サラ金地獄、FAX、家庭用ビデオ、留守番電話、コンピュータなど当時の新しいものや流行・世相がらみのものを良く登場させていた。
設定を最大限に活かすことを信条としており、『人造人間キカイダー』では自身が参加する前は「主人公が正義と悪の間で悩む」という最大の特色が活かされていないことに憤慨したという。東映プロデューサーの吉川進は、単純な悪役ではない美学を持ったライバルキャラクター・ハカイダーのキャラクター性は、長坂によるところが大きいと述べている。
また、限られた状況の中で工夫を凝らして面白くすることが得意であると自負しており、『キカイダー01』ではハカイダーのスーツを流用してハカイダー四人衆を登場させた。
ヒーローを描くにあたっては、完全無欠の存在ではなく弱さを持った人間として描いており、自身の宿命に苦悩する姿などを見せることで視聴者に感動を残すことを思っているという。『キカイダー』『キカイダー01』では、恋愛や嫉妬の描写が子供にはわかりにくいとの批判を受けることもあったが、常に否定していたという。
『人造人間キカイダー』最終回のジローが｢不完全な良心回路に負けない強い精神を持つために旅に出る｣、即ち物理的な処置でしか成し得ない筈の、回路の改良を精神の力で成そうというエピソードを例にとり、長坂の作風を精神主義的イデオロギーに傾倒していると評する声もある。
自身の作品には必ず「父子」のテーマが入ると述べている。『仮面ライダーX』ではシリーズで初めて主人公の親子関係にクローズアップしたが、この要素は長坂が執筆した第1話・第2話に留まり定着には至らなかった。また、ゲーム『街』のシナリオの一つにも、一人の主人公とその父親に関係する話が収録されている。

## エピソード
- メインライターを務めた『キカイダー01』にハカイダー部隊が登場することになったのは『キカイダー』の撮影現場にハカイダーの予備スーツがあるのを見た長坂が「もったいないから予備も使おう」とアイデアを出したことによる[11]。
- 『ウルトラマンA』29話「ウルトラ6番目の弟」で梅津ダンが登場する脚本を書いたのは当時長坂に同名の長男が誕生し「息子に捧げる意味で書いた」と後のインタビューで明かしている。
- まだ脚本だけでは食べていけなかった時代にはワイドショー『金原二郎ショー』の構成に参加していたこともある。
- 『仮面ライダーX』では、それまでの平山亨プロデュース作品でパイロットを担当していた伊上勝に替わり第1話を担当した[5]。長坂は「新しいことをやりたかったのではないか」と述べており、詳細な打ち合わせはなかったと証言している[5]。しかし、第1話・第2話の後は第7話・第8話を執筆したのみで降板している。これについて路線変更によるものと見る向きもあるが、長坂自身は「態度が悪かったから降ろされた」と推測している[5]。
- 『快傑ズバット』では全32話中30話を執筆しているが、2話分（第7話と第12話）を他の脚本家に任せたのは「1年続くと思っていたので、一人では全部書けないと思ったから」とのことである。しかし、作風の違いが目立ったため、残りは自分で書くことになった[12]。結局32話で終了したため「そうなると最初から分かっていれば全部自分で書いた」とも語っている[13]。その後、長坂は一旦特撮作品から距離を置き、大人向けドラマを主に執筆することになるが、その理由として、ゲームソフト『街』の発売の際に『セガサターンマガジン』で組まれた長坂の短期集中連載企画でのインタビューで彼は「（特撮作品で）やりたいことは快傑ズバットで全てやり尽くした」と語っている。
- 1980年代はキャラクター作品とは距離を置き大人向けドラマを主に執筆していたが、偶然テレビで『仮面ライダーBLACK』を見て、久しぶりにキャラクター作品執筆の意欲に駆られたという（長坂はライダーの黒の佇まいに惚れ込んだとのこと）。そこで旧知の東映・齋藤頼照プロデューサーを通して作品の参加を志願したものの、吉川進プロデューサーの返答は「ギャラが高すぎるから無理」。結局参加は断られたという。
- そしてその後映画『人造人間ハカイダー』が制作されるとき、吉川は長坂に脚本執筆依頼をすべく連絡したが、長坂は多忙を理由に断ったという[注釈 2]。後にその際の事情をすっかり忘れた長坂が「石ノ森章太郎を送る会」にて吉川と会うなり「なんでオレに書かせてくれなかったんだ」と詰ったが、「電話したけど、忙しいって言ってたじゃない」と返されたという[14]。
- 『特捜最前線』のころからの付き合いで長坂の長年の悪友でもあるテレビ朝日プロデューサー・五十嵐文郎は江戸川乱歩賞受賞作『浅草エノケン一座の嵐』のタイトルの原案者でもある。今や局の役員待遇の要職に就いた五十嵐だが長坂との仕事の付き合いは2020年現在も続いており、2006年の『信長の棺』、2009年に2夜連続放映の開局50周年記念ドラマ『刑事一代 平塚八兵衛の昭和事件史』、2010年の『警視庁取調官落としの金七事件簿』『警視庁継続捜査班』、2013年の『特捜最前線2013～七頭の警察犬』、2017年からのアガサ・クリスティシリーズ、2020年の『24 JAPAN』でもコンビを組んでいる。
- メカに強いことを自負し、『特捜最前線』の脚本を執筆していたころはほぼ全ての週刊誌に目を通し、モノ・マガジンを毎回購読し、東急ハンズにもよく通っていたという。#作風の節にもあるように『特捜』に新しいものや流行・世相がらみのものが良く登場していたのはこれらのこともあってのこととされている。「新製品情報には特に気を使っていた」とも話している[3]。
- もともとが監督志望であったため「今まで自分のシナリオがイメージどおり（の映像）に作品が仕上がったことはない」と演出家には手厳しい態度をとっており、自著『長坂秀佳 術』にて暗に映画『こんにちはハーネス』の後藤俊夫、『特捜』の宮越澄、青木弘司、辻理の演出を批判するなどシビアな一面もある。一方同じ『特捜』の天野利彦や佐藤肇には別格に尊敬の念を持っていたようで、特に天野演出については「感動的」と評したり、「天野カントクは情緒的な演出が本当に上手かったからね。また俺からわざわざ言わなくても通じ合う部分もあるんだ。俺とはゴールデンコンビと呼ばれていたからね。できれば『特捜』のラスト3本も天野カントクに撮って欲しかったんだけどね」と『長坂秀佳 術』にて語るほど、その信頼は絶大なものがあった。また『ジュニア・愛の関係』などで組んだ藤田明二の演出にも惚れ込んでいたようで「藤田の撮る男のカッコよさ、男っぽさはホントに凄かった。また何かで組んで仕事がしたいね」とかつてインタビューにて絶賛していた。さらに『警視庁取調官落としの金七事件簿』における和泉聖治の演出も賞讃している。
- 1993年の夏に関西ローカルの『テレビのツボ』という番組で構成作家の上田信彦が『特捜最前線』特集としてコーナーを展開していたとき、「『特捜』を支えた男」として長坂を取り上げ5分くらいに亘り延々とマニアックな解説を披露していた。
- 『ウルトラマンゼアス』の脚本は、「ウルトラマンで喜劇をやる」という発想に魅力を感じ、当時の助手たちに稼がせるつもりで引き受けた。しかし、長坂の予想に反して誰も乗り気でなく、まともに使える案が出てこなかったため、結局自分が鈴木清と二人で案を出し合って完成させたという。
- かつて1997年の雑誌『テレパル』インタビューにて「今後組んでみたい役者」という質問に役所広司、田村正和、上川隆也、木村拓哉、「今注目している制作者」という質問に周防正行、三谷幸喜と回答していた[要ページ番号]。
- 自身の作品には絶対の自信を持っており担当プロデューサーや監督としょっちゅう激論を交わすという。しかしその結果『華の嵐』はクランクイン直前、『引っ越せますか』は折り返し地点に到達した際に降板している。また必然か偶然かは分からないが降板後は作品の放送局である東海テレビ放送、日本テレビとは現在に至るまで全く仕事をしていない。しかし『華の嵐』制作プロダクションの泉放送制作とは2010年『警視庁継続捜査班』にて23年ぶりに仕事をすることになった。
- 長坂のエピソードについては彼自身が書き下ろした『長坂秀佳 術』が詳しい。この著作には幼少のころからの父との葛藤、『特捜最前線』の「長坂秀佳シリーズ」誕生の経緯、ゲーム『彼岸花』の大失敗、経済的苦境に立ち「腕では誰にも負けない。しかし仕事がないんだ!」と妻に向かって叫ぶシーンなど本人より興味深く（生々しく）語られているのである。

## 江戸川乱歩賞への挑戦
- 意見対立から『華の嵐』を降板し急に長期の時間が出来た長坂は幼少のころからあこがれていた江戸川乱歩賞に応募するため本格的に動き出す。脚本業を1年間休業し、その間銀行に年収分の3,000万円を借金することになった。家族には「借金は気にせず普通に生活しろ。俺も気にせず毎日酒をジャンジャン飲む」と言ったという。また小説執筆のためにホテルにカンヅメするため、そのホテルに200万円を先払いしたという。
- 江戸川乱歩賞受賞作『浅草エノケン一座の嵐』は初応募で受賞、と単行本の作者紹介には記されているが、実際は長坂は工業高校時代に『消えたハムレット』という作品を応募しているため（その作品は第一次予選も通過しなかった）2度目の応募になる。またこの時長坂は乱歩賞以外に当初サントリーミステリー大賞、横溝正史賞にも同時に作品を応募する予定だった。しかしそれを知ったテレビ朝日の五十嵐は「あなたは3つ出そうとすると絶対にどれも中途半端な出来になる。頼むから2つにしてくれ」と長坂に忠告し、乱歩賞とサントリーミステリー大賞の2つだけを狙うことになった。ただ結果的にはもともとサントリー用に書いていた『エノケン』が締切りに間に合わず、乱歩賞のみに応募することになった。
- 小説の執筆のために長坂は数人の学生アルバイトを雇った。その中には平成仮面ライダーシリーズのプロデューサーで後年名を馳せる東映の武部直美もいた。
- 締切り1ヶ月前に原稿を読み直した長坂はその出来が全く気に入らず、全てを破り捨ててゼロから書き直す。結局小説が完成したのは締切り消印当日の1989年1月31日であった。
- 無事『浅草エノケン一座の嵐』は第35回の江戸川乱歩賞を受賞したが、その選評はあまりに辛辣なものが多く問題となった。批判の是非はともかく、ここまで貶しておいて授賞し、同じ本にそれを収録するのは失礼ではないかとの指摘もあり、その後『エノケン』を最後に単行本への乱歩賞受賞作の選評掲載は10年間に亘ってとりやめとなった。長坂も比較的好意的な選評を出した北方謙三以外の委員たちにインタビューで「営業妨害だ」「ケチだけつけるならそんな作品に一票入れるなといいたい」「あんな選評で選んでりゃ賞の権威なんて無い」と怒りを爆発させ、乱歩賞受賞のスピーチで「作者の私は受賞を確信していましたが、もっとも意外だったのは選考委員の人たちだったようです」と挨拶するなどその関係は最悪なものになった。
- 売り上げは単行本5万5千部、文庫は9万部。売り上げの少なさや小説のギャラの少なさ（テレビシナリオの10分の1以下であったという）にショックを受けた長坂は、上記のトラブルもあり、しばらくの間小説執筆から距離を置くことになった。乱歩賞作家が通常書き下ろす受賞第一作長編も結局出版はされなかった。以降、推理小説はほとんど書いていない。

## 影響を与えた人物
- 前述したとおり東映の武部直美は長坂が『エノケン』を執筆するために雇った学生アルバイトの一人だったが、武部は学生時代自作のザビタンやハカイダーの人形を長坂にプレゼントするほどの長坂ファンであった。東映に入社後は長坂と『新・女弁護士朝吹里矢子』シリーズでプロデューサー・脚本家として一緒に組んで仕事をしたこともある。因みに武部は2011年11月のインタビューにて脚本家にならなかったのは長坂に「弟子に女はとらない」と言われたからであるという。
- 推理作家の大倉崇裕は長坂の『特捜最前線』「津上刑事の遺言!」を見て衝撃を受けたことから推理作家を志したことを明らかにしており、その詳細は大倉のホームページの日記により詳しい。また大倉は長坂と喫茶店で擦れ違ったことがあるそうで、その時の長坂を「不思議な輝きを持ったおじさん」と形容していた。他の推理作家でも麻耶雄嵩、霧舎巧が長坂脚本の『特捜』に影響を受けたことを各々のエッセイで語っており、麻耶は「天才犯罪者・未決囚1004号!」霧舎は「一億円と消えた父!」をそれぞれ推薦している。
- アニメーション監督の板垣伸、シナリオライターの村井さだゆきも『特捜』の長坂作品に影響を受けたという。板垣はコラムで「とにかく自分は長坂秀佳様の『特捜』が子供のころから大好きでした」と書いている。
- 脚本家・會川昇、広井由美子、都築孝史、山崎修、平松正樹、岩片烈らは長坂の弟子にあたる。會川はかつて長坂のシナリオ集『さらば斗いの日々、そして』の編集を務めていたこともあり、自身の結婚の際は長坂夫妻に仲人を依頼した。

## 脚本

### テレビ（連続）
※連続シリーズは放送開始年　★はメインライター
- ものを言う犬（1968年）
- 嫁ゆかば（1969年）
- 結婚ぎらい（1969年）
- 喜劇・花も嵐も（1969年）
- 奥さま!タイヘンです（1969年）
- Oh!カンパク君（1970年）
- 帰ってきたウルトラマン（1971年）
- 刑事くん（1971年）★
- 魔法使いチャッピー（1972年）※ アニメーション作品。
- 人造人間キカイダー（1972年）★
- だから大好き!（1972年）
- ウルトラマンA（1972年）
- 熱血猿飛佐助（1972年）
- ジキルとハイド（1973年）
- ゲンコツの海（1973年）
- キカイダー01（1973年）★
- 仮面ライダーX（1974年）
- 日本沈没（1974年）
- ザ・ボディガード（1974年）
- 若い!先生（1974年）★
- 少年探偵団 (BD7)（1975年）★
- ザ・ゴリラ7（1975年）
- アクマイザー3（1975年）★
- 燃える捜査網（1975年）
- それ行け!カッチン（1975年）
- 忍者キャプター（1976年）
- 超神ビビューン（1976年）
- 円盤戦争バンキッド（1976年）
- 子連れ狼（1976年）
- 桃太郎侍（1976年）
- 快傑ズバット（1977年）★
- 小さなスーパーマン ガンバロン（1977年）★
- ジャッカー電撃隊（1977年）
- 特捜最前線（1977-1987年）★
- ふしぎ犬トントン（1978年）
- 透明ドリちゃん（1978年）
- スターウルフ（1978年）
- UFO大戦争 戦え! レッドタイガー（1978年）★
- 黄金の日日（1978年）
- 恐竜戦隊コセイドン→恐竜戦隊コセイドン 戦え! 人間大砲コセイダー（1978年）
- 騎馬奉行（1979年）
- ぼくら野球探偵団（1980年）
- ぼくとマリの時間旅行（1980年）★
- プロハンター（1981年）
- 愛のホットライン（1981年）
- 清水みなとストーリー（1985年）★
- どうぶつ通り夢ランド（1986年）★
- 三匹が斬る!（1987年）
- 華の嵐（1988年）※原作のみ
- 都会の森（1990年）★
- 七人の女弁護士（1991年）★
- 外科病棟女医の事件ファイル（1991年）★
- 七人の女弁護士II（1991年）※原案のみ
- 本当にあった怖い話（1992年）
- ジュニア・愛の関係（1992年）★
- 学校があぶない（1992年）★
- 七人の女弁護士III（1993年）※原案のみ
- 引っ越せますか（1993年）★
- 快刀!夢一座七変化（1995-1996年）★
- 藤沢周平の用心棒日月抄（1997年）★
- 透明少女エア（1998年）※初監督作品★
- 7人の女弁護士（2006年）※原案のみ 釈由美子主演バージョン
- 7人の女弁護士2（2008年）※原案のみ 釈由美子主演バージョン
- 警視庁継続捜査班（2010年）
- 24 JAPAN（2020年10月-2021年3月）★

### テレビ（単発）
- 二人の武蔵（1981年）
- 菊村到の暗い穴の底で（1981年）監督は天野利彦
- 大貫久男氏、1億円拾得事件の真相（1981年）
- シンデレラの葬送 その夜花嫁になにが起ったか?!（1982年）
- 若き血に燃ゆる〜福沢諭吉と明治の群像（1984年）
- にせ風景（1985年）
- 疑惑の5人 私が殺した!（1986年）
- 恐怖のドライブ（1986年）
- 元禄サラリーマン考 朝日文左衛門の日記（1986年）
- 波の殺意 にせ風景II（1986年）
- 魔性の星の女（1986年）※広井由美子と共作
- ウェディング・ベル（1986年）※広井由美子と共作
- 闇からの叫び コンピュータに狙われた花嫁（1986年）
- 亜樹子 -哀しみ色の罠-（1986年）
- 弁護側の秘密（1986年）
- 白昼の悪魔 狙われた人妻（1987年）
- あなたの夫、殺します（1987年）
- 消えた死体 真夏の夜の夢殺人（1987年）
- にせ風景III わが子（1987年）
- 愛の復讐（1989年）
- 児童心理殺人事件（1989年）
- 燃えよ剣（1990年）
- 犬神家の一族（1990年）
- Y殺人事件 -湯けむりスキーと女子大生!?-（1990年）
- 哀しみ色の殺意 -函館・東京・能登-（1990年）
- オジロの海（1990年）監督は天野利彦
- 女王蜂（1990年）
- 年末年始ザ・ホスピタル（1990年）※原案のみ
- 袖ノ下捕物帖（1991年)
- Hは謎のイニシアル 女子短大生の愛のゆくえ -H殺人事件-（1991年）
- 黄金の犬（1991年）
- 昭和16年の敗戦（1991年）
- 狙われたプライバシー（1993年）
- 刑事・野呂盆六シリーズ
  - 刑事野呂盆六 完全犯罪の女（1993年）
  - 刑事野呂盆六2 殺意のマリア（1994年）
  - 天才刑事・野呂盆六 スワンの涙（2007年）
  - 天才刑事・野呂盆六2 母という名の罠（2008年）
  - 天才刑事・野呂盆六3 復讐の天使（2009年）
  - 天才刑事・野呂盆六4 わが子よ……（2009年）
  - 天才刑事・野呂盆六5 いい死、旅立ち（2010年）
  - 天才刑事・野呂盆六6 哀しみ館の惨劇（2011年）
  - 天才刑事・野呂盆六7 美しき母の伝説（2013年）
  - 天才刑事・野呂盆六8 見知らぬ他人（2013年）
  - 天才刑事・野呂盆六9 鬼・もう1人の女（2014年）
  - 天才刑事・野呂盆六ファイナル 盆六暁に死す（2015年）
- 西村京太郎サスペンス・十津川警部シリーズ
  - 会津高原殺人事件（1994年）
  - 南伊豆高原殺人事件（1996年）
  - 丹後殺人迷路（1997年）
  - 尾道・倉敷殺人ルート（1998年）
  - 四国連絡特急殺人事件（2004年）
  - 寝台特急あさかぜ殺人事件（2005年）
  - 金沢加賀殺意の旅（2005年）
  - 愛と悲しみの墓標（2007年）
  - 生命（2008年）
  - 特急『草津』殺人迷路（2012年）
- 豊臣秀吉 天下を獲る!（1995年）
- 新・女弁護士朝吹里矢子
  - ビワの木の復讐（1995年）
  - 逆転の法廷! 不倫愛の男女が狙った法律の抜け穴（1996年）
- 保護司堂本ガンバります! 郡上八幡連続殺人事件（1996年）
- 棟居刑事シリーズ
  - 棟居刑事のラブアフェア（1996年）
  - 棟居刑事の復讐（1996年）
  - 棟居刑事の情熱（1997年）
  - 棟居刑事の複状遺恨（1998年）
  - 棟居刑事の黙示録（2000年）
  - 棟居刑事の青春の雲海（2008年）
  - 棟居刑事の黙示録（2009年）
  - 棟居刑事　目撃美女は二度死ぬ?　猫が運ぶ犯人!?（2011年）
  - 棟居刑事　死海の伏流（2012年）
  - 棟居刑事の夜の虹（2014年）
  - 棟居刑事の黒い祭（2015年）
  - 棟居刑事の凶縁（2017年）
- 斎藤栄サスペンス 運命岬に立つ女（1996年）
- 誘拐された夏（1996年）
- ダイヤモンドの罠（1996年）
- 竜馬がゆく（1997年、上川隆也版）
- グルメ奥様とハイミス警部補の推理対決 
  - お料理学校殺人事件〜複合毒の謎 チョコ+ワイン=死のレシピ?（1997年）※田中ひろみとの共作
  - サソリ予言毒殺の謎!（1998年）
- 和服デザイナー探偵 京都鬼子母神伝説殺人事件（1997年）※堺光夫との共作
- 名探偵明智小五郎シリーズ（稲垣吾郎主演）
  - 江戸川乱歩の「陰獣」（1998年）
  - エレベーター密室殺人（2000年）※ 佐藤嗣麻子（監督）との共作
- パートタイマー刑事 月形兄妹の事件簿2 誰が天使を殺したか?（1999年）
- 宮本武蔵（2001年）
- トキ　この地球（ほし）の未来を見つめて（2003年）※アニメーション
- 竜馬がゆく（2004年、市川染五郎 (7代目)版）
- 天下騒乱〜徳川三代の陰謀（2006年）
- 信長の棺（2006年）
- 徳川風雲録 八代将軍吉宗（2008年）
- 女かけこみ寺 刑事・大石水穂シリーズ
  - 女かけこみ寺 刑事・大石水穂（2008年）
  - 女かけこみ寺 刑事・大石水穂2（2009年）
- 刑事一代 平塚八兵衛の昭和事件史（2009年、2夜連続）※吉本昌弘との共作
- 警視庁取調官 落としの金七事件簿（2010年）
- 夏樹静子作家40年記念 第三の女（2011年）
- 特捜最前線2012（2012年）
- 松本清張没後20年スペシャル・寒流（2013年）※生野慈朗演出、椎名桔平主演。
- 特捜最前線2013～七頭の警察犬（2013年）
- アガサ・クリスティシリーズ
  - そして誰もいなくなった（2017年3月25日-26日）
  - 大女優殺人事件～鏡は横にひび割れて～（2018年3月25日）
  - 予告殺人（2019年4月14日）

### ラジオドラマ
※ 単発、連続シリーズ含む
- 宮本武蔵（1977年）
- 黄金の日日（1978年）一部担当
- 火の鳥 鳳凰編（1978年）
- 空のトラック野郎（1979年）
- 太陽の石・日本のピラミッド（1979年）
- 罰金（1979年）
- 火の鳥 乱世編（1980年）
- シャドー81（1980年）
- 黄金の海（1980年）
- 宇宙SFから悪夢へ・見えざる米ソの対決（1981年）
- 泥棒は詩を口ずさむ（1982年）
- 蒸発（1982年）
- ラジオドラマ 街 『第Qの男 －QはquestionのQ－』（1997年）※岩片烈との共作、のちにＣＤ化

### 映画
- コント55号 俺は忍者の孫の孫（1969年）※桜井康裕との共作、「伊達八郎」名義
- 激動の昭和史　軍閥（1970年）※ゴーストライターとして
- 喜劇 三億円大作戦（1971年）※ジェームス三木との共作
- 飛び出す人造人間キカイダー（1973年）
- こむぎいろの天使 雀と少年（1978年）
- きらめきの季節（1980年）
- 小説吉田学校（1983年）※森谷司郎（監督）との共作
- ゴルゴ13（1983年）[15]
- こんにちはハーネス（1983年）
- 勝利者たち（1992年）
- ウルトラマンゼアス（1996年）
- 弟切草（2001年）※原作のみ
- ロストクライム -閃光-（2010年）※伊藤俊也（監督）との共作
- 大地の詩 -留岡幸助物語-（2011年）※ 池田太郎（サブ）・山田火砂子（監督）との共作

### ゲーム
- 弟切草 スーパーファミコン（1992年、チュンソフト）Wii-VC（2007年、チュンソフト）
- サウンドノベル 街 -machi- セガサターン（1998年、チュンソフト）
- サウンドノベル・エボリューション1 弟切草 蘇生篇 PlayStation（1999年、チュンソフト）
- サウンドノベル・エボリューション3 街 〜運命の交差点〜 PlayStation（1999年、チュンソフト）
- 彼岸花 PlayStation 2（2002年、サミー）
- 彼岸花 ゲームボーイアドバンス（2002年、アテナ）
- 街 iモード（2005年、ドワンゴ）
- サウンドノベル・ポータブル 街 〜運命の交差点〜 特別篇 PlayStation Portable（2006年、セガ）

## 著作

### 小説
- 嵐学の時代 青春篇・飛翔編（1985年、講談社）
- 浅草エノケン一座の嵐（1989年、講談社　のち文庫、角川文庫）※江戸川乱歩賞受賞作
- 都会の森（1990年、徳間書店）※水城雄との共著、テレビドラマノベライズ
- ジュニア「愛の関係」〈上〉〈下〉（1992年、ワニブックス）※テレビドラマノベライズ
- 雲姻過眼（1998年、チュンソフト「街 公式ガイドブックZAP'S」および1999年「街 公式ガイドブックZAP'S 増補版」収録）
- 弟切草（1999年、角川ホラー文庫）
- 彼岸花（2000年、角川ホラー文庫）
- 寄生木（2000年、角川ホラー文庫）
- 化猫伝　桜　妖魔（2001年、角川ホラー文庫）
- 死人花　『彼岸花』異聞（2003年、角川ホラー文庫）
- 黒い童謡（2003年、角川ホラー文庫）
- 「密室」作ります（2004年、講談社→2006年、講談社文庫　アンソロジー「乱歩賞作家 赤の謎」収録）
- 幽霊花　『弟切草』異聞（2005年、角川ホラー文庫）
- 私の胸には蝮が宿り 鷹丘城悲恋（2006年11月、角川書店）

### 小説以外（シナリオ集など）
- あぶない!ぼうけん君（1971年、さ・え・ら書房）※絵本
- 投手刑事（1977年、小学館）※漫画原作
- 『さらば斗いの日々、そして : 長坂秀佳シナリオ傑作集』朝日ソノラマ、1985年11月30日。※シナリオ集
- 『特捜最前線 : 長坂秀佳シナリオ集 1』大陸書房、1986年5月10日。※シナリオ集
- 『特捜最前線 : 長坂秀佳シナリオ集 2』大陸書房、1986年6月13日。※シナリオ集
- 華の嵐 全5巻（1989年、ワニブックス）※テレビドラマコミカライズ、原作
- こむぎいろの天使 ムサシとゴン（1997年、汐文社）※「ながさかひでか」名義、絵本
- 弟切草（1999年、角川書店）※コミック原作
- 弟切草 -創世-（2001年1月18日、角川書店）※コミック原作
- 彼岸花（2001年1月18日、角川書店）※コミック原作
- 長坂秀佳 術（2004年、辰巳出版）※初の自伝エッセイ

#### 小説（未書籍化）
- 上野シミキン動物園の神風（1989年、小説現代）
- 水無月の鶴　朝日文左衛門事件日記（1990年、オール讀物）
- ジキルとハイド犬行状記（1990年、小説NON）

## その他

### 出演作
- 野望の国 嵐の章（1989年、市川森一監督） - 宮部鼎蔵 役
- サウンドノベル 街（1998年、チュンソフト） -  神代恭介 警視総監 役など

### 作詞
- 星を追う（1971年、『刑事くん』主題歌）
- 神敬介の歌（1974年、『仮面ライダーX』挿入歌）
- キカイダー子守歌（1974年、『キカイダー01』第45話挿入歌）※丘灯至夫との共作
- 少年探偵団のうた（1975年、『少年探偵団 (BD7)』エンディングテーマ）
- ファイト! BD7（1975年、『少年探偵団 (BD7)』挿入歌）
- 駆けろバンキッド（1976年、『円盤戦争バンキッド』オープニングテーマ）
- バンキッド行進曲（1976年、『円盤戦争バンキッド』挿入歌）
- 傷だらけの翼（1978年、連続ラジオ小説『火の鳥・鳳凰編』主題歌）
- 名も知らぬ星（1978年、連続ラジオ小説『火の鳥・鳳凰編』挿入歌）